# Saint-Martin-de-Londres
Pour les articles homonymes, voir Saint-Martin et Londres.
Saint-Martin-de-Londres (occitan : Sant Martin de Londras) est une commune française située dans le nord-est du département de l'Hérault, en région Occitanie.
Exposée à un climat méditerranéen, elle est drainée par l'Hérault, le Lamalou, le ruisseau de Rieutort et par un autre cours d'eau. La commune possède un patrimoine naturel remarquable : trois sites Natura 2000 (les « gorges de l'Hérault », le « pic Saint-Loup » et les « hautes garrigues du Montpelliérais »), un espace protégé (le « ravin des Arcs ») et sept zones naturelles d'intérêt écologique, faunistique et floristique.
Ses habitants sont appelés les Saint-Martinois et Saint-Martinoises.
Saint-Martin-de-Londres est une commune rurale qui compte 2 728 habitants en 2022, après avoir connu une forte hausse de la population depuis 1962. Elle est dans l'unité urbaine de Saint-Martin-de-Londres et fait partie de l'aire d'attraction de Montpellier.

## Géographie
Commune située au nord de Montpellier, en bordure de la plaine de Londres (l'étymologie dérivant du mot celtique lund signifiant marais serait à rejeter au profit d'un thème Dund, de sens inconnu), dans les Garrigues languedociennes, presque au pied des Cévennes et à proximité du pic Saint-Loup et de la montagne d'Hortus. Le village est centré autour de sa place des Platanes – platanes centenaires. Elle a conservé une bonne partie de ses remparts du XIVe siècle et, pour partie, l'ancien enclos seigneurial du XIIe siècle, le vieux fort, dont il subsiste une porte. L'église paroissiale, construite par les moines de Saint-Guilhem-le-Désert, en occupe le centre, tandis que le presbytère occupe l'ancienne maison claustrale au-dessus des restes d'un porche.

### Communes limitrophes
Les communes limitrophes sont Argelliers, Brissac, Causse-de-la-Selle, Mas-de-Londres, Notre-Dame-de-Londres, Viols-en-Laval et Viols-le-Fort.
| Brissac (9.96 / 16,53 km) Saint-André-de-Buèges (8.44 / 21,82 km) Saint-Jean-de-Buèges (10.13 / 18,24 km) Causse-de-la-Selle (7.03 / 12,63 km) | Saint-Bauzille-de-Putois (11.57 / 12,70 km)               | Ferrières-les-Verreries (10.93 / 13,22 km) Notre-Dame-de-Londres (5.25 / 6,38 km) Valflaunès (11.31 / 13,98 km)                   |
| Saint-Pierre-de-la-Fage (24.75 / 46,46 km) | Saint-Martin-de-Londres                                   | Fontanès (14.54 / 19,55 km) |
| St-Guilhem-le-Désert (16.14 / 25,66 km) Puéchabon (12.65 / 15,51 km) Viols-le-Fort (5.91 / 6,54 km)                                            | Murles (11.45 / 14,74 km) Viols-en-Laval (4.47 / 6,59 km) | Mas-de-Londres (2.05 / 2,36 km) Cazevieille (5.07 / 8,66 km) Les Matelles (9.14 / 11,83 km) Saint-Gély-du-Fesc (12.51 / 14,23 km) |

### Climat
Pour des articles plus généraux, voir Climat de l'Occitanie et Climat de l'Hérault.
En 2010, le climat de la commune est de type climat méditerranéen franc, selon une étude s'appuyant sur une série de données couvrant la période 1971-2000. En 2020, Météo-France publie une typologie des climats de la France métropolitaine dans laquelle la commune est exposée à un climat méditerranéen et est dans la région climatique  Provence, Languedoc-Roussillon, caractérisée par une pluviométrie faible en été, un très bon ensoleillement (2 600 h/an), un été chaud (21,5 °C), un air très sec en été, sec en toutes saisons, des vents forts (fréquence de 40 à 50 % de vents > 5 m/s) et peu de brouillards.
Pour la période 1971-2000, la température annuelle moyenne est de 13,6 °C, avec une amplitude thermique annuelle de 16,4 °C. Le cumul annuel moyen de précipitations est de 1 081 mm, avec 7,1 jours de précipitations en janvier et 2,8 jours en juillet. Pour la période 1991-2020, la température moyenne annuelle observée sur la station météorologique installée sur la commune est de 13,8 °C et le cumul annuel moyen de précipitations est de 1 087,5 mm,. Pour l'avenir, les paramètres climatiques de la commune estimés pour 2050 selon différents scénarios d'émission de gaz à effet de serre sont consultables sur un site dédié publié par Météo-France en novembre 2022.
Saint-Martin-de-Londres possède un micro climat atypique et différent des communes aux alentours. Certaines caractéristiques la rapprochent plus d'un climat continental bien qu'étant entouré d'un climat méditerranéen. La cuvette du val de Londres et le Pic Saint Loup bloquent les coulées d'air froides venant des Cévennes et provoquent fréquemment une différence de plusieurs degrés à seulement quelques kilomètres d'intervalles. La commune possède le record de température la plus basse du département avec -29°C enregistré durant la vague de froid de l'hiver 1963.
| Mois                                  | jan.           | fév.           | mars           | avril           | mai             | juin          | jui.            | août            | sep.          | oct.          | nov.          | déc.             | année     |
| ------------------------------------- | -------------- | -------------- | -------------- | --------------- | --------------- | ------------- | --------------- | --------------- | ------------- | ------------- | ------------- | ---------------- | --------- |
| Température minimale moyenne (°C)     | 0,7            | 0,6            | 3,3            | 6,3             | 9,7             | 13,2          | 15,5            | 15,3            | 11,6          | 9,1           | 4,6           | 1,6              | 7,6       |
| Température moyenne (°C)              | 5,9            | 6,5            | 9,6            | 12,4            | 16,1            | 20,2          | 22,9            | 22,7            | 18,4          | 14,5          | 9,7           | 6,7              | 13,8      |
| Température maximale moyenne (°C)     | 11,2           | 12,4           | 15,9           | 18,5            | 22,5            | 27,2          | 30,3            | 30,2            | 25,2          | 20            | 14,8          | 11,7             | 20        |
| Record de froid (°C) date du record   | −19 18.01.1987 | −29 04.02.1963 | −15 09.03.1964 | −6,1 17.04.1955 | −2,5 04.05.1967 | 2 03.06.1962  | 5,2 17.07.00    | 4 30.08.1993    | −1 21.09.1977 | −5 31.10.1997 | −9,6 18.11.07 | −16,5 27.12.1962 | −29 1963  |
| Record de chaleur (°C) date du record | 21,8 27.01.03  | 25 24.02.20    | 27,8 30.03.12  | 32 28.04.1947   | 35 29.05.1947   | 41,8 28.06.19 | 41,2 31.07.1947 | 42,5 01.08.1947 | 37 09.09.1966 | 33,4 12.10.11 | 25,7 15.11.15 | 21,2 30.12.21    | 42,5 1947 |
| Précipitations (mm)                   | 95,9           | 62,2           | 78,8           | 92,7            | 76,6            | 50,8          | 29,6            | 52,3            | 138,2         | 160,9         | 134,9         | 114,6            | 1 087,5   |

### Paysages

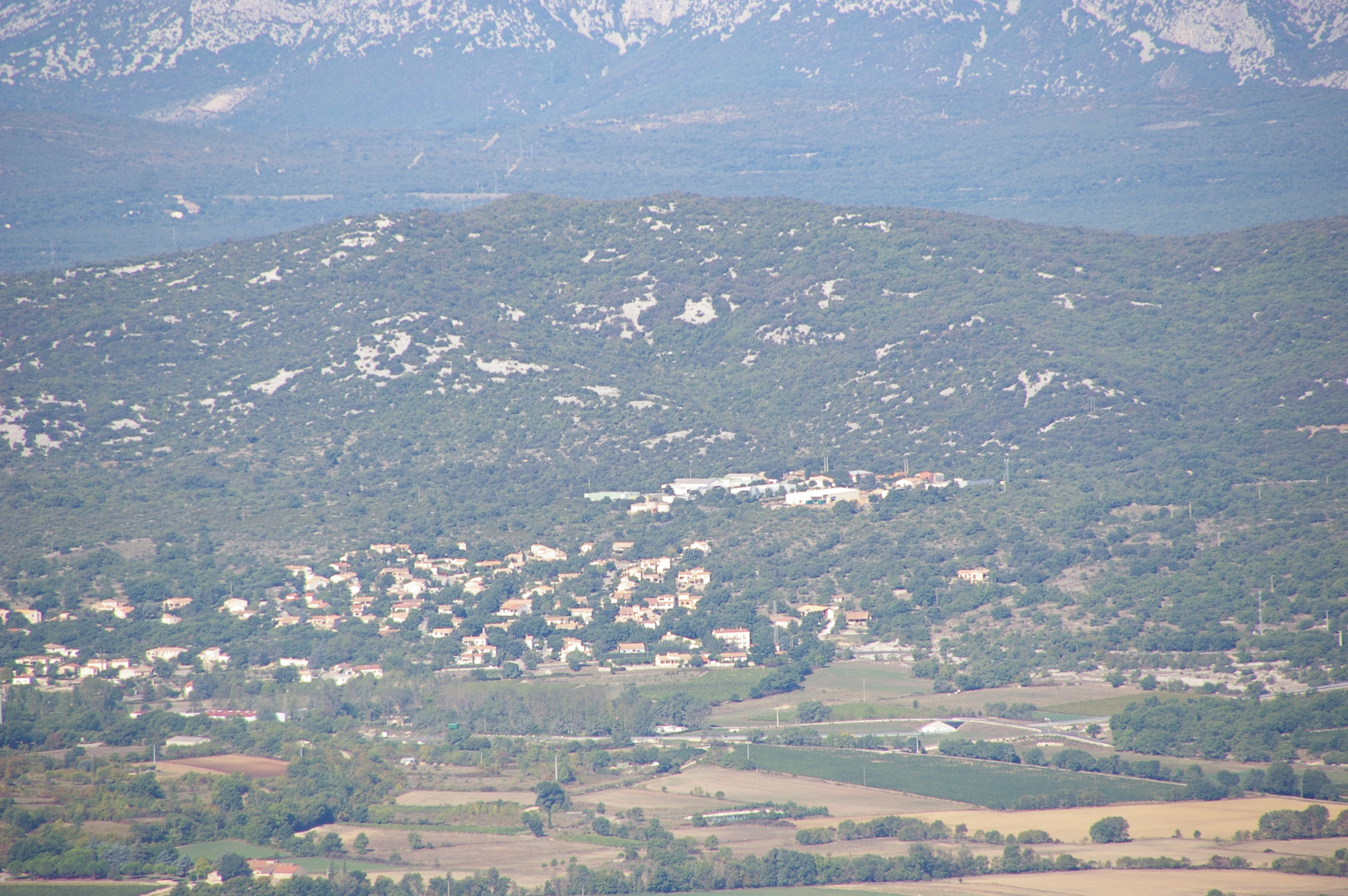
Paysage de Saint-Martin-de-Londres.
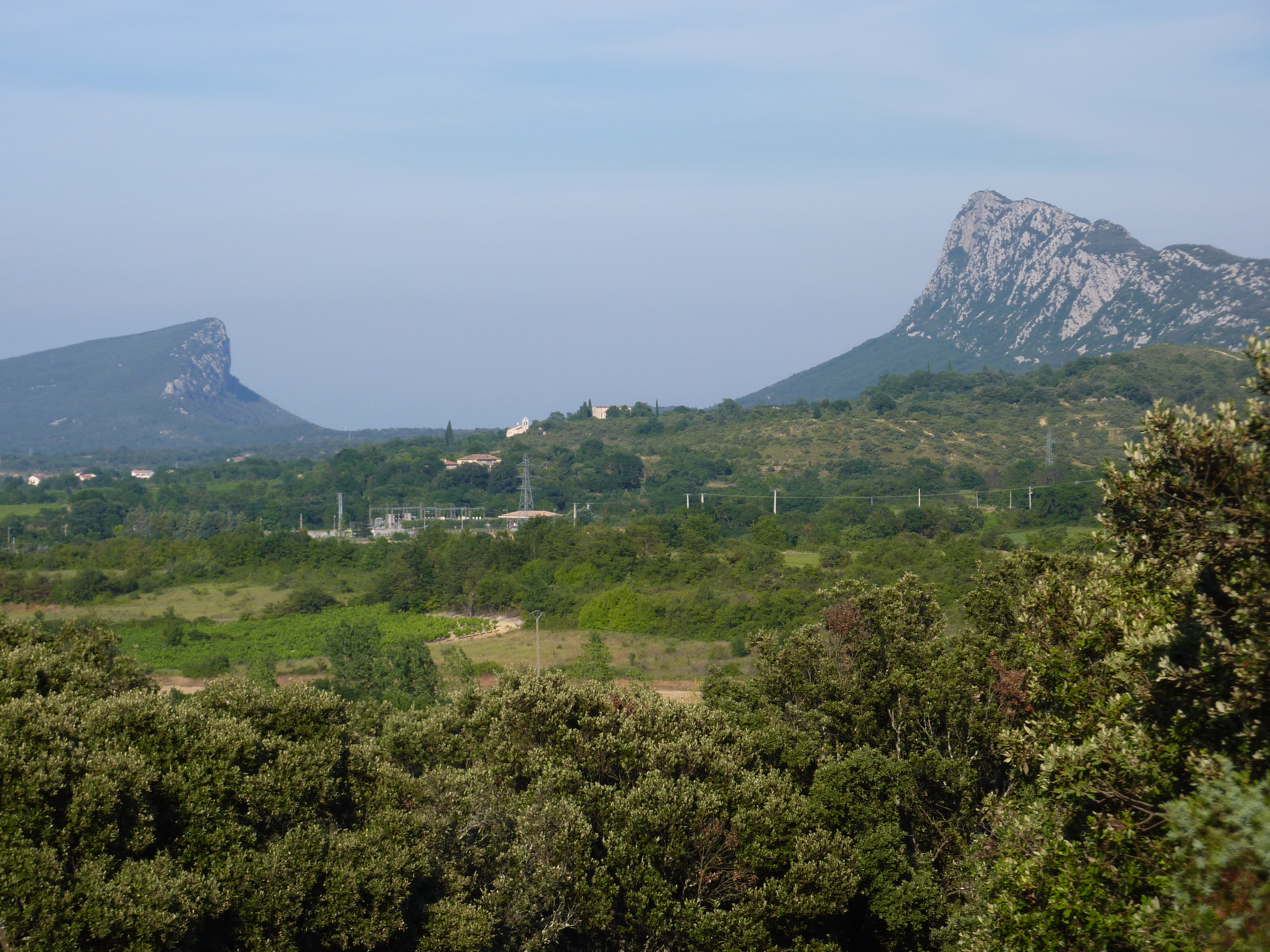
Le pic Saint-Loup et la montagne d'Hortus vus depuis le mas de Bouis.

### Milieux naturels et biodiversité

#### Espaces protégés
La protection réglementaire est le mode d’intervention le plus fort pour préserver des espaces naturels remarquables et leur biodiversité associée,.
Un  espace protégé est présent sur la commune : 
le « ravin des Arcs », objet d'un arrêté de protection de biotope, d'une superficie de 263,4 ha.

#### Réseau Natura 2000

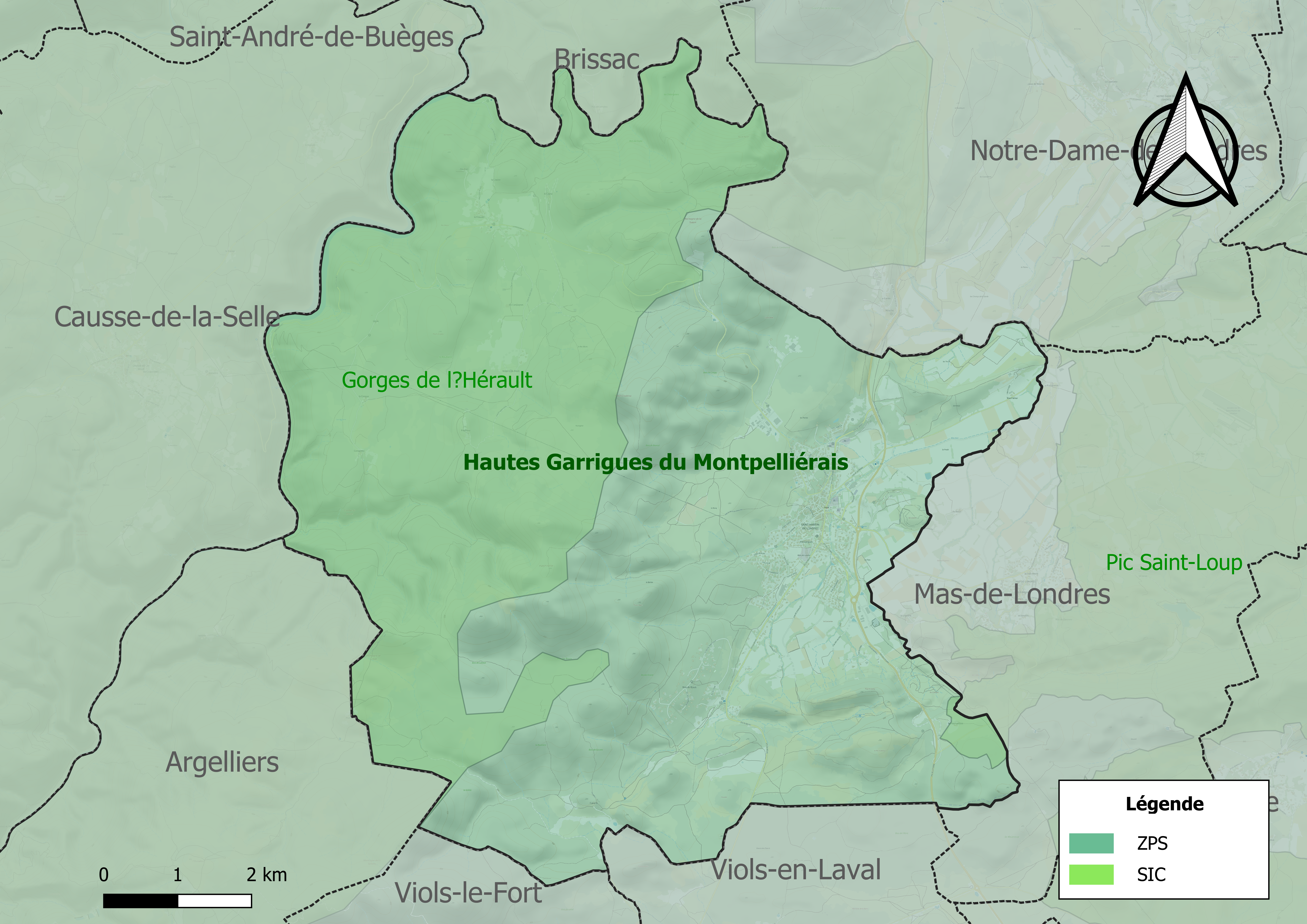
Sites Natura 2000 sur le territoire communal.

Le réseau Natura 2000 est un réseau écologique européen de sites naturels d'intérêt écologique élaboré à partir des directives habitats et oiseaux, constitué de zones spéciales de conservation (ZSC) et de zones de protection spéciale (ZPS).
Deux sites Natura 2000 ont été définis sur la commune au titre de la directive habitats :
- les « gorges de l'Hérault », d'une superficie de 21 736 ha, entaillent un massif calcaire vierge de grandes infrastructures dont les habitats forestiers (forêt de Pins de Salzman et chênaie verte) et rupicoles sont bien conservés. La pinède de Pins de Salzmann de Saint-Guilhem-le-Désert est une souche pure et classée comme porte-graines par les services forestiers. Il s'agit d'une forêt développée sur des roches dolomitiques[14] ;
- le « pic Saint-Loup », d'une superficie de 4 430 ha, comprenant de grandes étendues de pelouses et de matorrals à genévrier oxycèdre, en particulier, caractéristiques d'une pratique séculaire du pastoralisme. Les falaises du Pic-Saint-Loup et de l'Hortus recèlent trois espèces végétales endémiques (Erodium foetidum, Saxifraga cebennensis, Hieracium stelligerum)[15] ;

et un au titre de la directive oiseaux : 
- les « hautes garrigues du Montpelliérais », d'une superficie de 45 444 ha, abritant trois couples d'Aigles de Bonelli, soit 30 % des effectifs régionaux[16].

#### Zones naturelles d'intérêt écologique, faunistique et floristique
L’inventaire des zones naturelles d'intérêt écologique, faunistique et floristique (ZNIEFF) a pour objectif de réaliser une couverture des zones les plus intéressantes sur le plan écologique, essentiellement dans la perspective d’améliorer la connaissance du patrimoine naturel national et de fournir aux différents décideurs un outil d’aide à la prise en compte de l’environnement dans l’aménagement du territoire.
Cinq ZNIEFF de type 1 sont recensées sur la commune :
- les « gorges de l'Hérault au bois de Fontanilles » (1 805 ha), couvrant 4 communes du département[18] ;
- les « mares de Cazarils et de Caunas » (415 ha), couvrant 3 communes du département[19] ;
- les « mares du plateau de la Conque » (12 ha)[20] ;
- la « plaine de Notre-Dame-de-Londres et du Mas-de-Londres » (3 483 ha), couvrant 6 communes du département[21] ;
- le « ravin des Arcs » (596 ha), couvrant 3 communes du département[22] ;

et deux ZNIEFF de type 2, : 
- le « massif des gorges de l'Hérault et de la Buège » (21 342 ha), couvrant 17 communes du département[23] ;
- les « Pic-Saint-Loup et Hortus » (11 816 ha), couvrant 14 communes dont une dans le Gard et 13 dans l'Hérault[24].

Carte des ZNIEFF de type 1 et 2 à Saint-Martin-de-Londres.
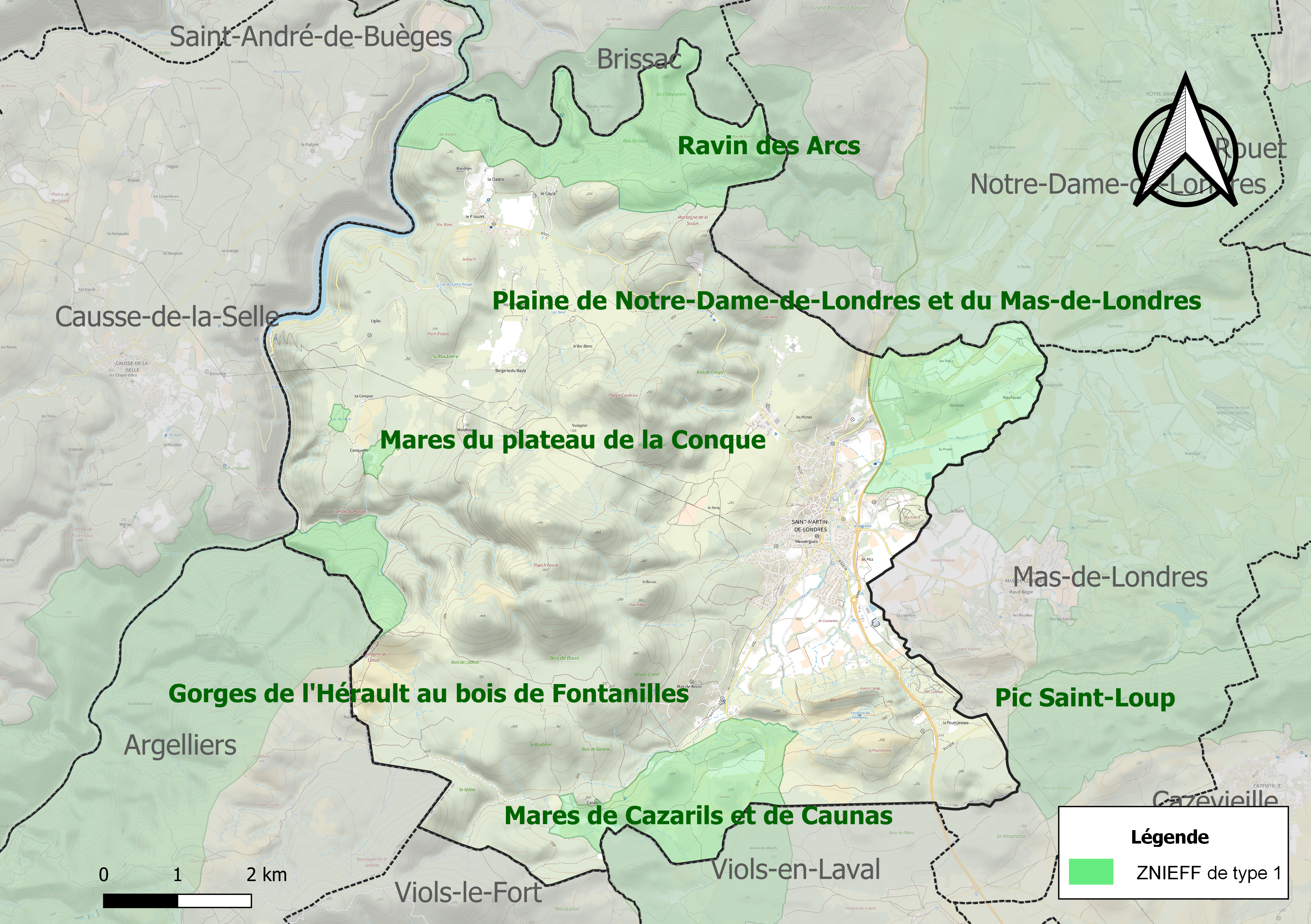
Carte des ZNIEFF de type 1 sur la commune.
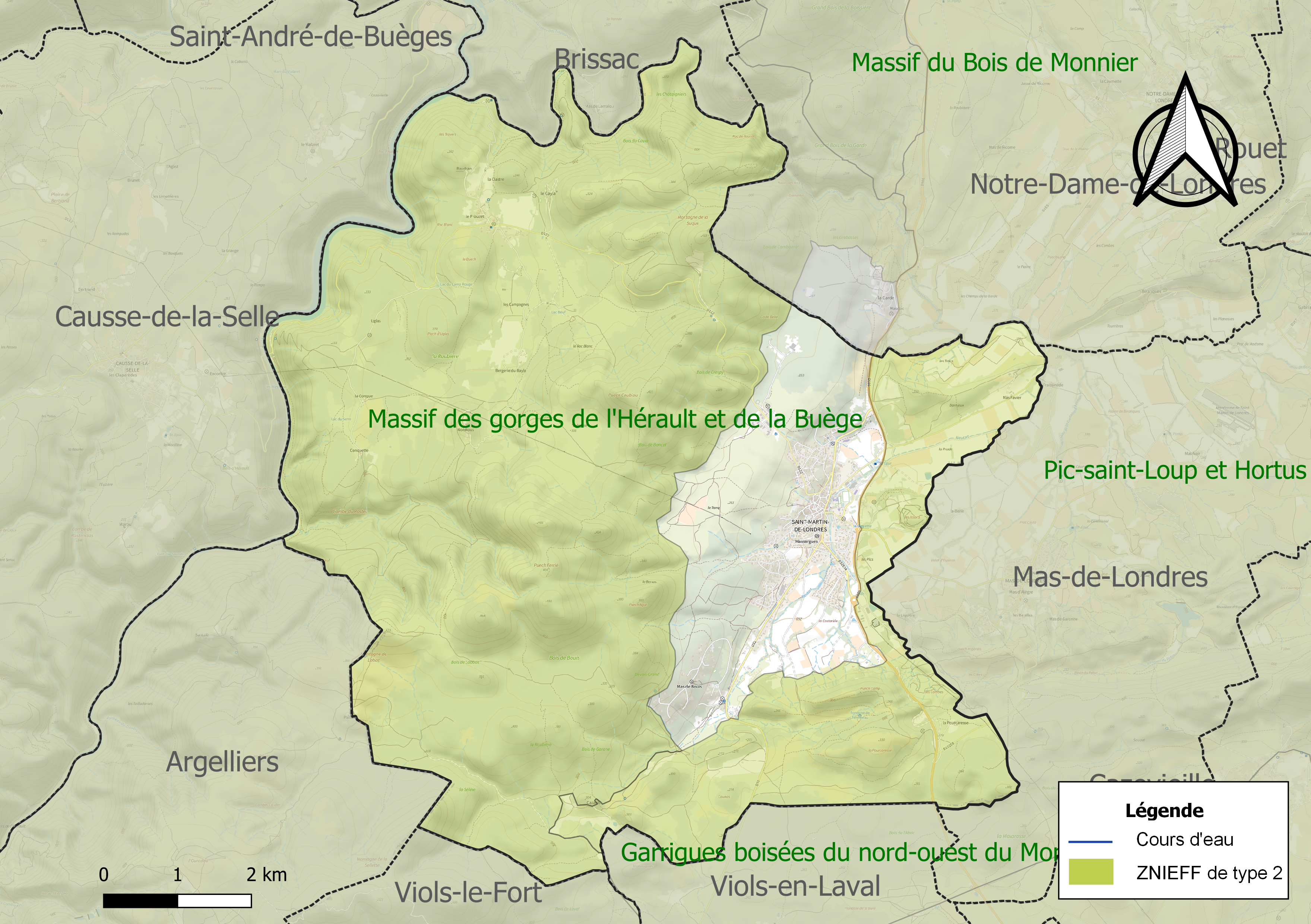
Carte des ZNIEFF de type 2 sur la commune.

## Urbanisme

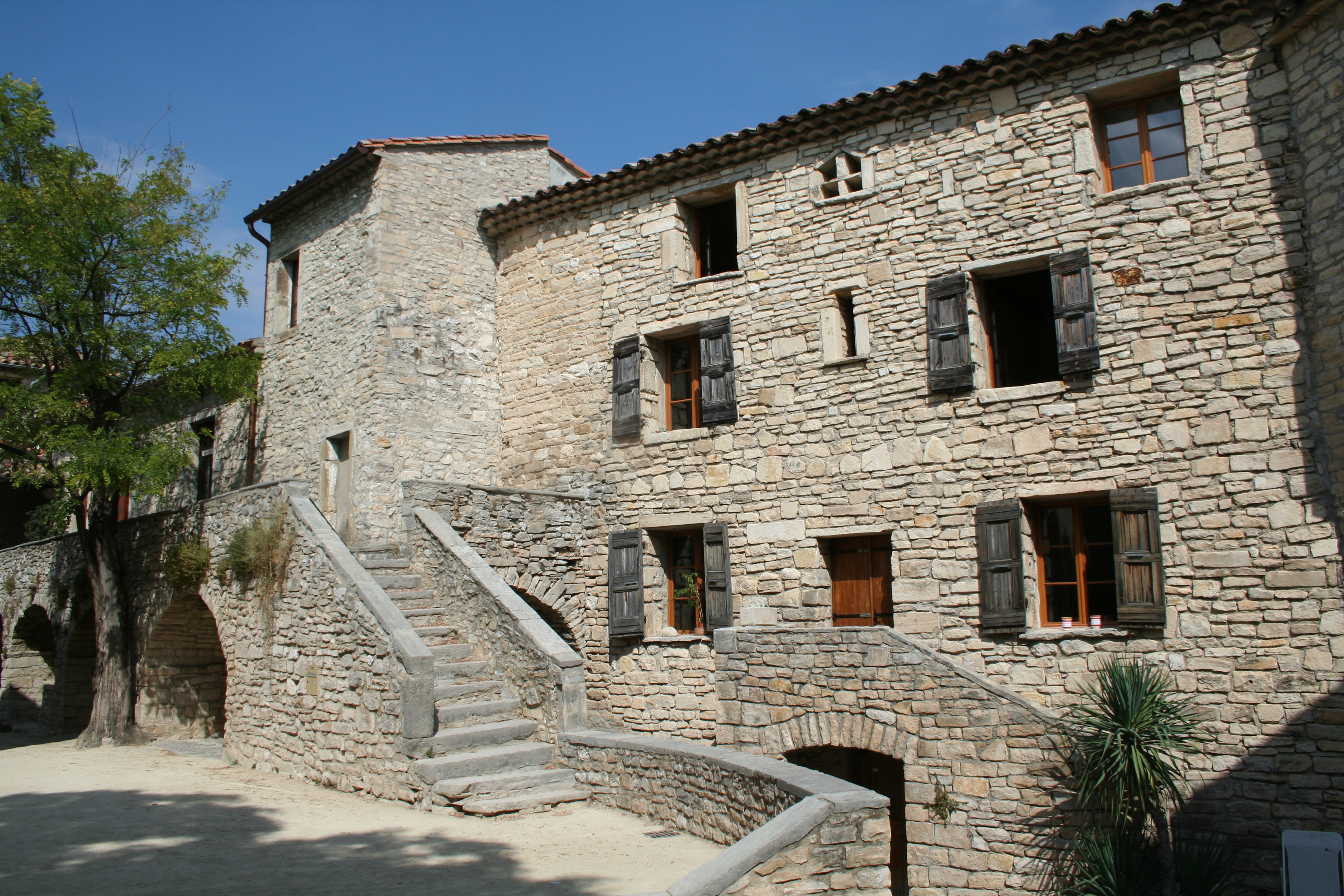
Vue des maisons anciennes près de l'église.

### Typologie
Au 1er janvier 2024, Saint-Martin-de-Londres est catégorisée bourg rural, selon la nouvelle grille communale de densité à sept niveaux définie par l'Insee en 2022.
Elle appartient à l'unité urbaine de Saint-Martin-de-Londres, une unité urbaine mono-communale constituant une ville isolée,. Par ailleurs la commune fait partie de l'aire d'attraction de Montpellier, dont elle est une commune de la couronne,. Cette aire, qui regroupe 161 communes, est catégorisée dans les aires de 700 000 habitants ou plus (hors Paris),.

### Occupation des sols
L'occupation des sols de la commune, telle qu'elle ressort de la base de données européenne d’occupation biophysique des sols Corine Land Cover (CLC), est marquée par l'importance des forêts et milieux semi-naturels (88,5 % en 2018), une proportion sensiblement équivalente à celle de 1990 (89,2 %). La répartition détaillée en 2018 est la suivante : 
milieux à végétation arbustive et/ou herbacée (74,9 %), forêts (13,6 %), zones urbanisées (4,7 %), cultures permanentes (3,2 %), zones agricoles hétérogènes (2,6 %), prairies (0,9 %). L'évolution de l’occupation des sols de la commune et de ses infrastructures peut être observée sur les différentes représentations cartographiques du territoire : la carte de Cassini (XVIIIe siècle), la carte d'état-major (1820-1866) et les cartes ou photos aériennes de l'IGN pour la période actuelle (1950 à aujourd'hui).

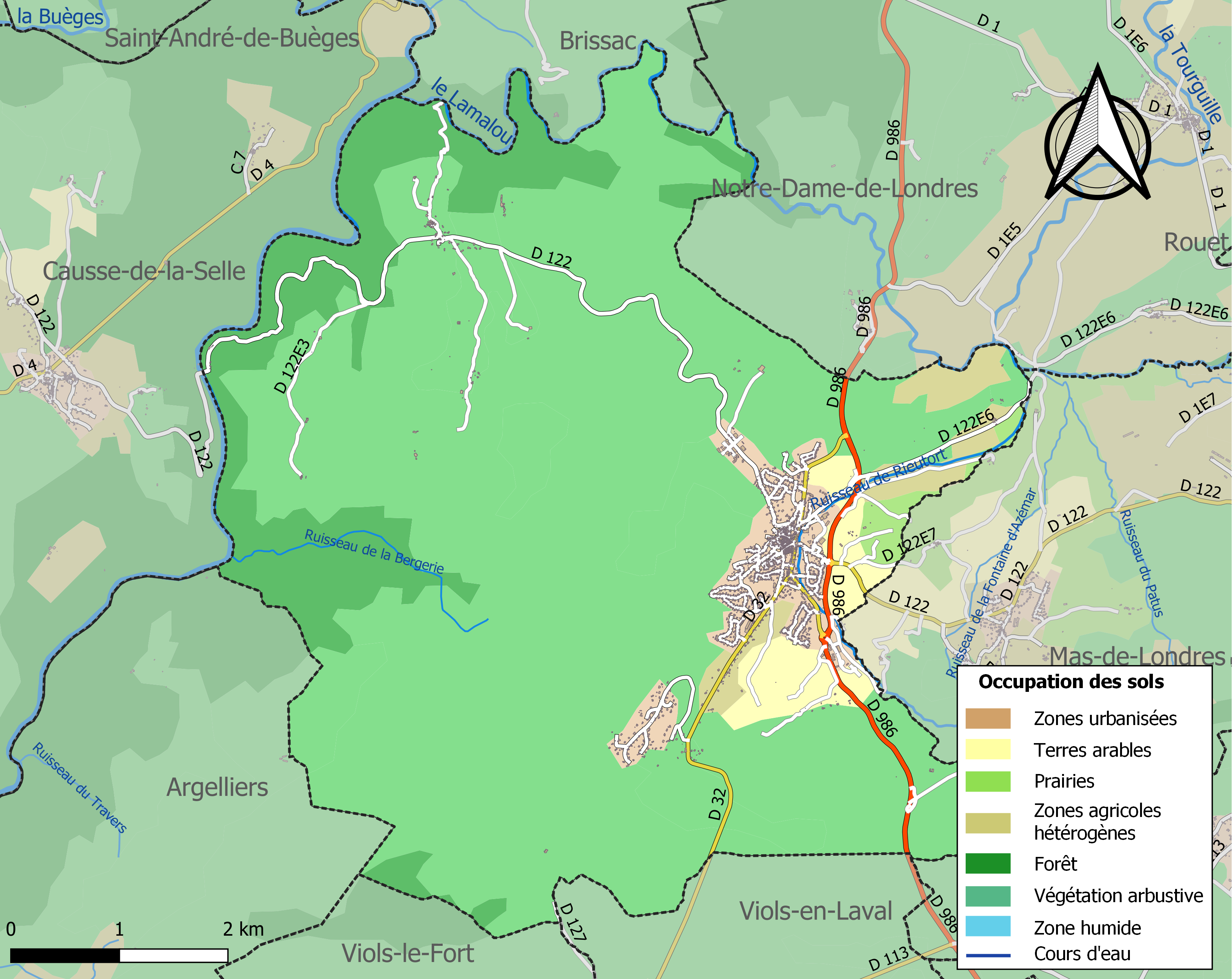
Carte des infrastructures et de l'occupation des sols de la commune en 2018 (CLC).

### Risques majeurs
Le territoire de la commune de Saint-Martin-de-Londres est vulnérable à différents aléas naturels : météorologiques (tempête, orage, neige, grand froid, canicule ou sécheresse), inondations, feux de forêts et séisme (sismicité faible). Il est également exposé à un risque technologique, le transport de matières dangereuses. Un site publié par le BRGM permet d'évaluer simplement et rapidement les risques d'un bien localisé soit par son adresse soit par le numéro de sa parcelle.

#### Risques naturels
Certaines parties du territoire communal sont susceptibles d’être affectées par le risque d’inondation par débordement de cours d'eau, notamment l'Hérault et le Lamalou. La commune a été reconnue en état de catastrophe naturelle au titre des dommages causés par les inondations et coulées de boue survenues en 1982, 1987, 1994, 1996, 2000, 2011, 2014 et 2023,.
En novembre 2016, une tornade d'intensité modérée (EF2) a traversé plusieurs quartiers de Saint Martin de Londres provoquant de nombreux dégâts sur la zone artisanale et les écoles.
Saint-Martin-de-Londres est exposée au risque de feu de forêt. Un plan départemental de protection des forêts contre les incendies (PDPFCI) a été approuvé en juin 2013 et court jusqu'en 2022, où il doit être renouvelé. Les mesures individuelles de prévention contre les incendies sont précisées par deux arrêtés préfectoraux et s’appliquent dans les zones exposées aux incendies de forêt et à moins de 200 mètres de celles-ci. L’arrêté du 25 avril 2002 réglemente l'emploi du feu en interdisant notamment d’apporter du feu, de fumer et de jeter des mégots de cigarette dans les espaces sensibles et sur les voies qui les traversent sous peine de sanctions. L'arrêté du 11 mars 2013 rend le débroussaillement obligatoire, incombant au propriétaire ou ayant droit,.

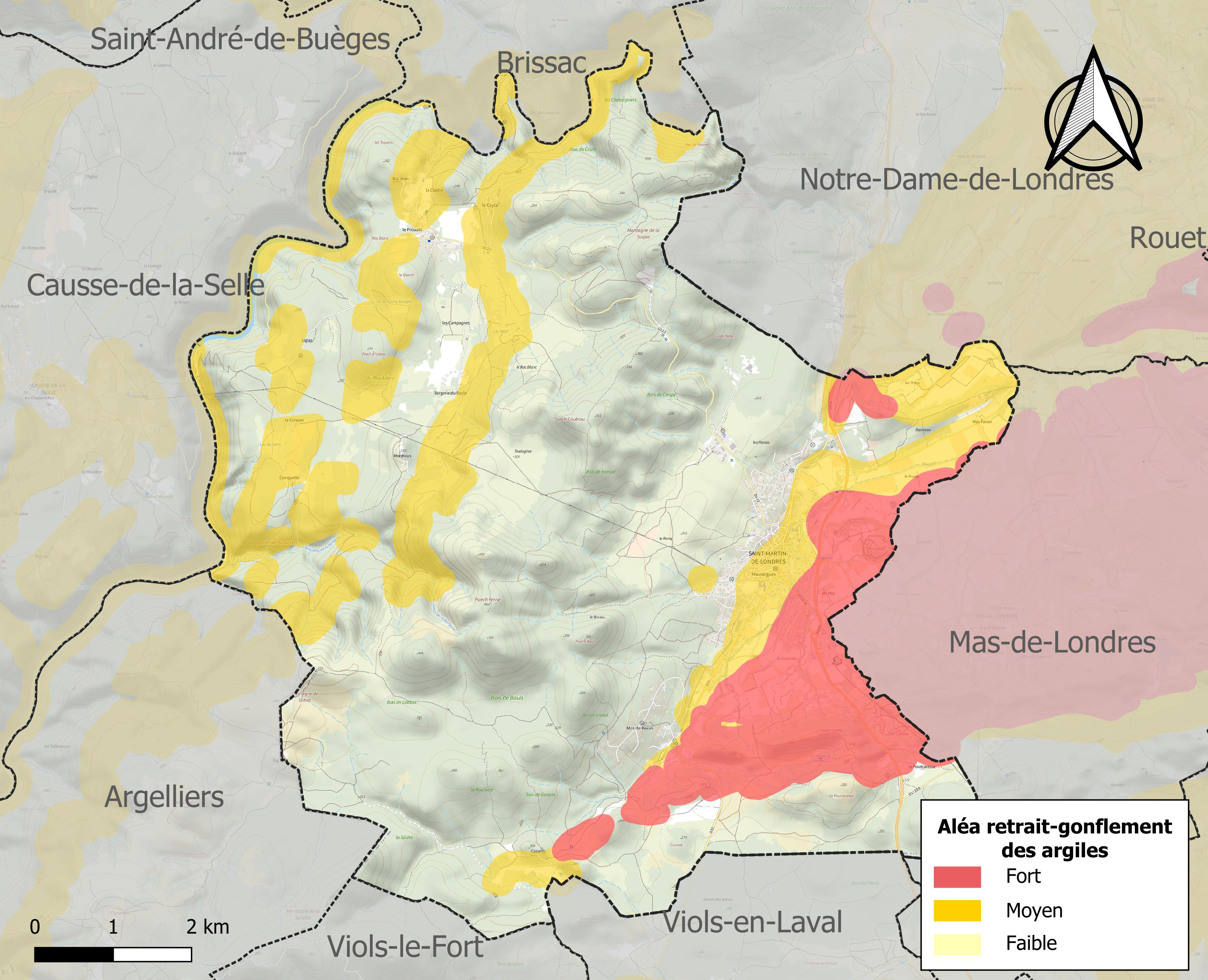
Carte des zones d'aléa retrait-gonflement des sols argileux de Saint-Martin-de-Londres.

Le retrait-gonflement des sols argileux est susceptible d'engendrer des dommages importants aux bâtiments en cas d’alternance de périodes de sécheresse et de pluie. 32,4 % de la superficie communale est en aléa moyen ou fort (59,3 % au niveau départemental et 48,5 % au niveau national). Sur les 1 071 bâtiments dénombrés sur la commune en 2019, 629 sont en aléa moyen ou fort, soit 59 %, à comparer aux 85 % au niveau départemental et 54 % au niveau national. Une cartographie de l'exposition du territoire national au retrait gonflement des sols argileux est disponible sur le site du BRGM,.
Par ailleurs, afin de mieux appréhender le risque d’affaissement de terrain, l'inventaire national des cavités souterraines permet de localiser celles situées sur la commune.

#### Risques technologiques
Le risque de transport de matières dangereuses sur la commune est lié à sa traversée par des infrastructures routières ou ferroviaires importantes ou à la présence d'une canalisation de transport d'hydrocarbures. Un accident se produisant sur de telles infrastructures est susceptible d’avoir des effets graves sur les biens, les personnes ou l'environnement, selon la nature du matériau transporté. Des dispositions d’urbanisme peuvent être préconisées en conséquence.

## Histoire
Lors de la Révolution française, les citoyens de la commune se réunissent au sein de la société révolutionnaire en l’an II.

## Politique et administration
| Période       | Période                    | Identité                       | Étiquette | Qualité                                                                    |
| ------------- | -------------------------- | ------------------------------ | --------- | -------------------------------------------------------------------------- |
| mai 1904      | mai 1908                   | Marius Souche                  |           |                                                                            |
| mai 1908      | décembre 1919              | André Vialla, puis Paul Prunet |           | (En décembre 1919, Paul Prunet, conseiller municipal fait office de maire) |
| décembre 1919 | mai 1925                   | Fulcrand Cammal                |           |                                                                            |
| mai 1925      | 1935                       | Paul Prunet                    |           |                                                                            |
| 1935          | 1944                       | Fulcrand Reboul                |           |                                                                            |
| 1968          | mars 1989                  | Étienne Souche                 | DVG       | Conseiller général                                                         |
| mars 1989     | mars 2014                  | José Sorolla                   | DVG       | Conseiller général                                                         |
| mars 2014     | juin 2020                  | Jean-Louis Rodier              | UDI       | Retraité                                                                   |
| juin 2020     | En cours (au 24 juin 2020) | Gérard Brunel,                 |           |                                                                            |

### Tendances politiques et résultats
| Scrutin             | Scrutin             | 1er tour | 1er tour    | 1er tour | 1er tour | 1er tour  | 1er tour | 1er tour | 1er tour   | 1er tour | 1er tour | 1er tour   | 1er tour | 2d tour | 2d tour | 2d tour | 2d tour | 2d tour | 2d tour |
| Scrutin             | Scrutin             | 1er      | 1er         | %        | 2e       | 2e        | %        | 3e       | 3e         | %        | 4e       | 4e         | %        | 1er     | 1er     | %       | 2e      | 2e      | %       |
| ------------------- | ------------------- | -------- | ----------- | -------- | -------- | --------- | -------- | -------- | ---------- | -------- | -------- | ---------- | -------- | ------- | ------- | ------- | ------- | ------- | ------- |
| Présidentielle 2017 | Présidentielle 2017 |          | FN          | 25,18    |          | LFI       | 23,92    |          | EM         | 21,21    |          | LR         | 16,71    |         | EM      | 60,93   |         | FN      | 39,07   |
| Présidentielle 2022 | Présidentielle 2022 |          | LFI         | 25,28    |          | LREM      | 23,98    |          | RN         | 23,49    |          | REC        | 8,28     |         | LREM    | 57,91   |         | RN      | 42,09   |
| Législatives 2022   | 4e                  |          | LFI (NUPES) | 32,84    |          | RN        | 21,18    |          | LREM (ENS) | 21,36    |          | PS (diss.) | 6,81     |         | LFI     | 52,83   |         | RN      | 47,17   |
| Législatives 2024   | 4e                  |          | RN          | 37,44    |          | LFI (NFP) | 34,18    |          | HOR (ENS)  | 24,53    |          | REC        | 2,54     |         | LFI     | 53,77   |         | RN      | 48,81   |

## Démographie
Au dernier recensement, la commune comptait 2728 habitants.
| 1793 | 1800 | 1806 | 1821  | 1831  | 1836  | 1841  | 1846  | 1851  |
| ---- | ---- | ---- | ----- | ----- | ----- | ----- | ----- | ----- |
| 875  | 657  | 915  | 1 033 | 1 077 | 1 150 | 1 143 | 1 252 | 1 192 |

| 1856  | 1861  | 1866  | 1872 | 1876  | 1881 | 1886 | 1891 | 1896 |
| ----- | ----- | ----- | ---- | ----- | ---- | ---- | ---- | ---- |
| 1 096 | 1 047 | 1 089 | 995  | 1 025 | 849  | 906  | 824  | 825  |

| 1901 | 1906 | 1911 | 1921 | 1926 | 1931 | 1936 | 1946 | 1954 |
| ---- | ---- | ---- | ---- | ---- | ---- | ---- | ---- | ---- |
| 866  | 708  | 694  | 750  | 792  | 752  | 718  | 640  | 619  |

| 1962 | 1968 | 1975 | 1982  | 1990  | 1999  | 2006  | 2007  | 2012  |
| ---- | ---- | ---- | ----- | ----- | ----- | ----- | ----- | ----- |
| 645  | 710  | 720  | 1 065 | 1 623 | 1 894 | 2 127 | 2 159 | 2 576 |

| 2017  | 2022  | - | - | - | - | - | - | - |
| ----- | ----- | - | - | - | - | - | - | - |
| 2 755 | 2 728 | - | - | - | - | - | - | - |

## Économie

### Revenus
En 2018, la commune compte 1 062 ménages fiscaux, regroupant 2 649 personnes. La médiane du revenu disponible par unité de consommation est de 23 040 € (20 330 € dans le département). 51 % des ménages fiscaux sont imposés (45,8 % dans le département).

### Emploi
|                | 2008   | 2013   | 2018  |
| -------------- | ------ | ------ | ----- |
| Commune        | 6,3 %  | 7,3 %  | 7,3 % |
| Département    | 10,1 % | 11,9 % | 12 %  |
| France entière | 8,3 %  | 10 %   | 10 %  |

En 2018, la population âgée de 15 à 64 ans s'élève à 1 721 personnes, parmi lesquelles on compte 79,2 % d'actifs (71,9 % ayant un emploi et 7,3 % de chômeurs) et 20,8 % d'inactifs,. Depuis 2008, le taux de chômage communal (au sens du recensement) des 15-64 ans est inférieur à celui de la France et du département.
La commune fait partie de la couronne de l'aire d'attraction de Montpellier, du fait qu'au moins 15 % des actifs travaillent dans le pôle,. Elle compte 785 emplois en 2018, contre 714 en 2013 et 615 en 2008. Le nombre d'actifs ayant un emploi résidant dans la commune est de 1 246, soit un indicateur de concentration d'emploi de 63 % et un taux d'activité, parmi les 15 ans ou plus, de 62,3 %.
Sur ces 1 246 actifs de 15 ans ou plus ayant un emploi, 386 travaillent dans la commune, soit 31 % des habitants. Pour se rendre au travail, 87,1 % des habitants utilisent un véhicule personnel ou de fonction à quatre roues, 1,7 % les transports en commun, 6,9 % s'y rendent en deux-roues, à vélo ou à pied et 4,3 % n'ont pas besoin de transport (travail au domicile).

### Activités hors agriculture

#### Secteurs d'activités
288 établissements sont implantés  à Saint-Martin-de-Londres au 31 décembre 2019. Le tableau ci-dessous en détaille le nombre par secteur d'activité et compare les ratios avec ceux du département,.
| Secteur d'activité                                                                                        | Commune | Commune | Département |
| Secteur d'activité                                                                                        | Nombre  | %       | %           |
| --- | ------- | ------- | ----------- |
| Ensemble                                                                                                  | 288     | 100 %   | (100 %)     |
| Industrie manufacturière, industries extractives et autres                                                | 25      | 8,7 %   | (6,7 %)     |
| Construction                                                                                              | 68      | 23,6 %  | (14,1 %)    |
| Commerce de gros et de détail, transports, hébergement et restauration                                    | 54      | 18,8 %  | (28 %)      |
| Information et communication                                                                              | 17      | 5,9 %   | (3,3 %)     |
| Activités financières et d'assurance                                                                      | 5       | 1,7 %   | (3,2 %)     |
| Activités immobilières                                                                                    | 10      | 3,5 %   | (5,3 %)     |
| Activités spécialisées, scientifiques et techniques et activités de services administratifs et de soutien | 43      | 14,9 %  | (17,1 %)    |
| Administration publique, enseignement, santé humaine et action sociale                                    | 45      | 15,6 %  | (14,2 %)    |
| Autres activités de services                                                                              | 21      | 7,3 %   | (8,1 %)     |

Le secteur de la construction est prépondérant sur la commune puisqu'il représente 23,6 % du nombre total d'établissements de la commune (68 sur les 288 entreprises implantées  à Saint-Martin-de-Londres), contre 14,1 % au niveau départemental.

#### Entreprises et commerces
Les cinq entreprises ayant leur siège social sur le territoire communal qui génèrent le plus de chiffre d'affaires en 2020 sont : 
- Coop. Electrique De St-Martin-De-Londres - Cesml, production d'électricité (39 071 k€) ;
- EDL, location avec opérateur de matériel de construction (2 199 k€) ;
- Domaine Le Hameau De L'etoile, hôtel et hébergement similaire (1 039 k€) ;
- Dehail, travaux d'installation électrique dans tous locaux (347 k€) ;
- E2N, travaux d'installation électrique dans tous locaux (222 k€).

De 1973 à 2012, une biscotterie est implantée sur la commune. Créée par un Rouennais, la Société languedocienne de panification est liquidée en 2012.
Le nombre d'exploitations agricoles en activité et ayant leur siège dans la commune est de 12 lors du recensement agricole de 2020 et la surface agricole utilisée de 971 ha,.

## Culture locale et patrimoine

### Saint-Martin-de-Londres dans la musique
En 1979, le groupe de musique folklorique Malicorne cite Saint-Martin-de-Londres dans sa chanson Jean des loups de l'album Le Bestiaire.

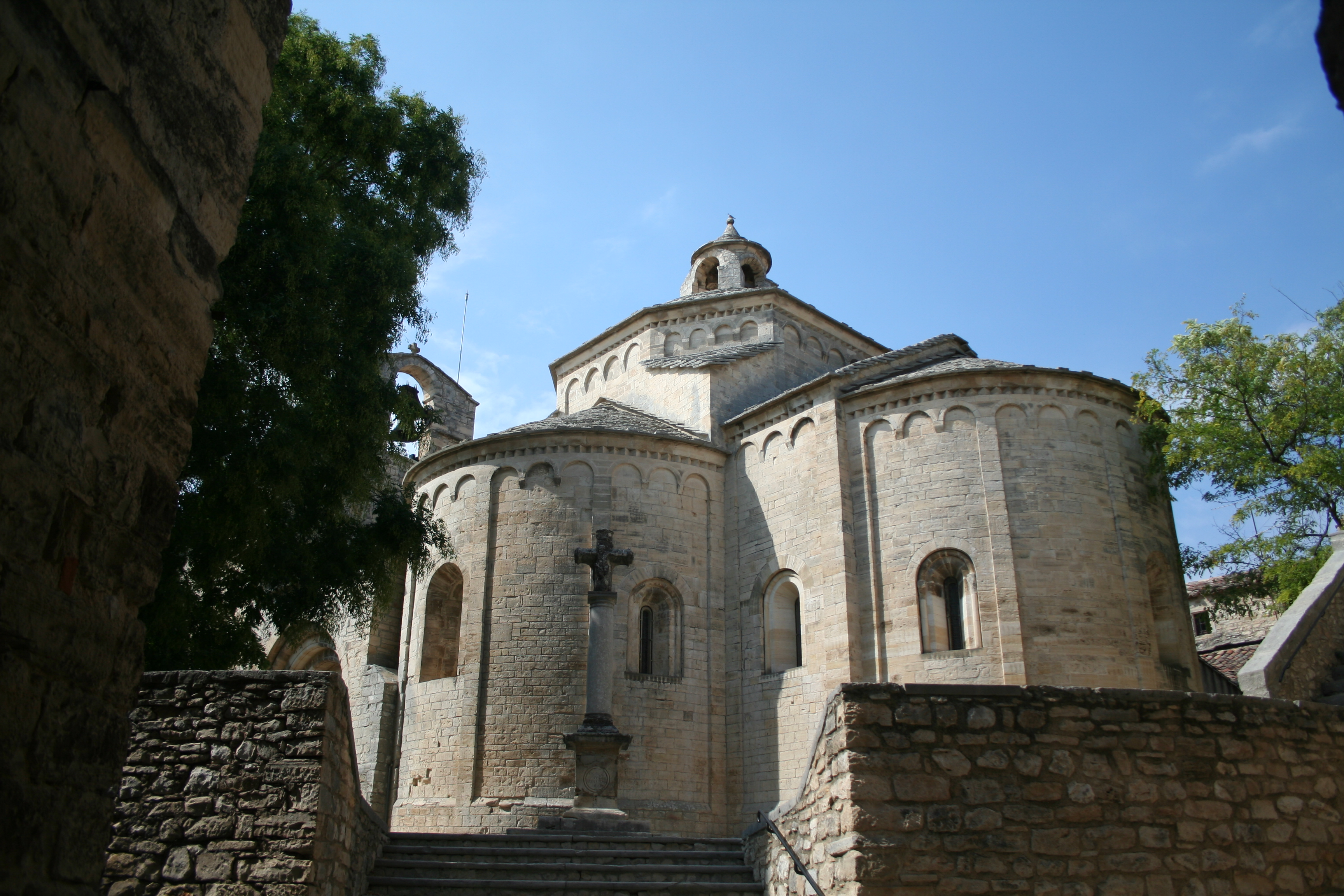
Vue de l'église romane.

### Monuments et sites
- L'église Saint-Martin est une église romane construite au XIIe siècle classée monument historique[55]. Elle est, à l'origine, construite d'après un plan centré surmonté d'une coupole. À l'extérieur, sur sa toiture de lauzes, un lanternon est édifié qui abrite une petite cloche. Un autre clocher à une baie est ajouté au XVIIIe siècle, et la cloche réalisée par le maître fondeur montpelliérain Jean Poutingon est également classée monument historique. L'Abside, le transepts, la coupole, le porche et les deux travées de nef ont été classés au titre des monuments historiques en 1900[56].
- Chapelle du Frouzet.
- Temple de l'Église protestante évangélique de Saint-Martin-de-Londres.
- La tour de l'Horloge : vestige de l'enceinte médiévale, elle est surmontée d'une tourelle conique postérieure sur laquelle fut installé un petit campanile comportant une cloche ;
- nombreuses ruelles et maisons pittoresques au cœur de l'ancien village ;
- à proximité : le ravin des Arcs est un étroit canyon aux parois hautes de 150 à 200 mètres au paysage de garrigues et de chênes-verts. Il doit son nom à la présence de plusieurs arches naturelles.

## Galerie

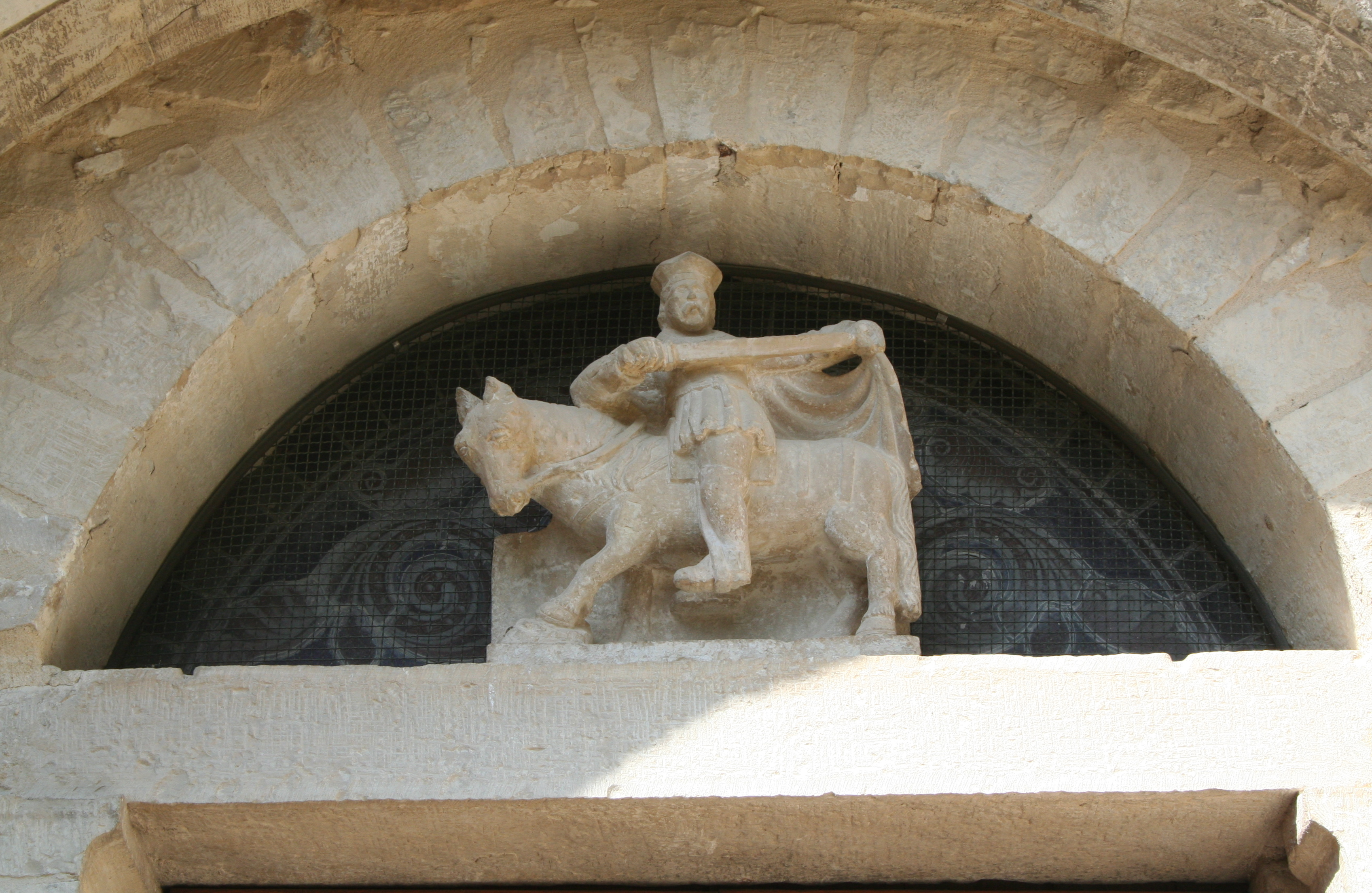
La statue de Saint-Martin-de-Londres.
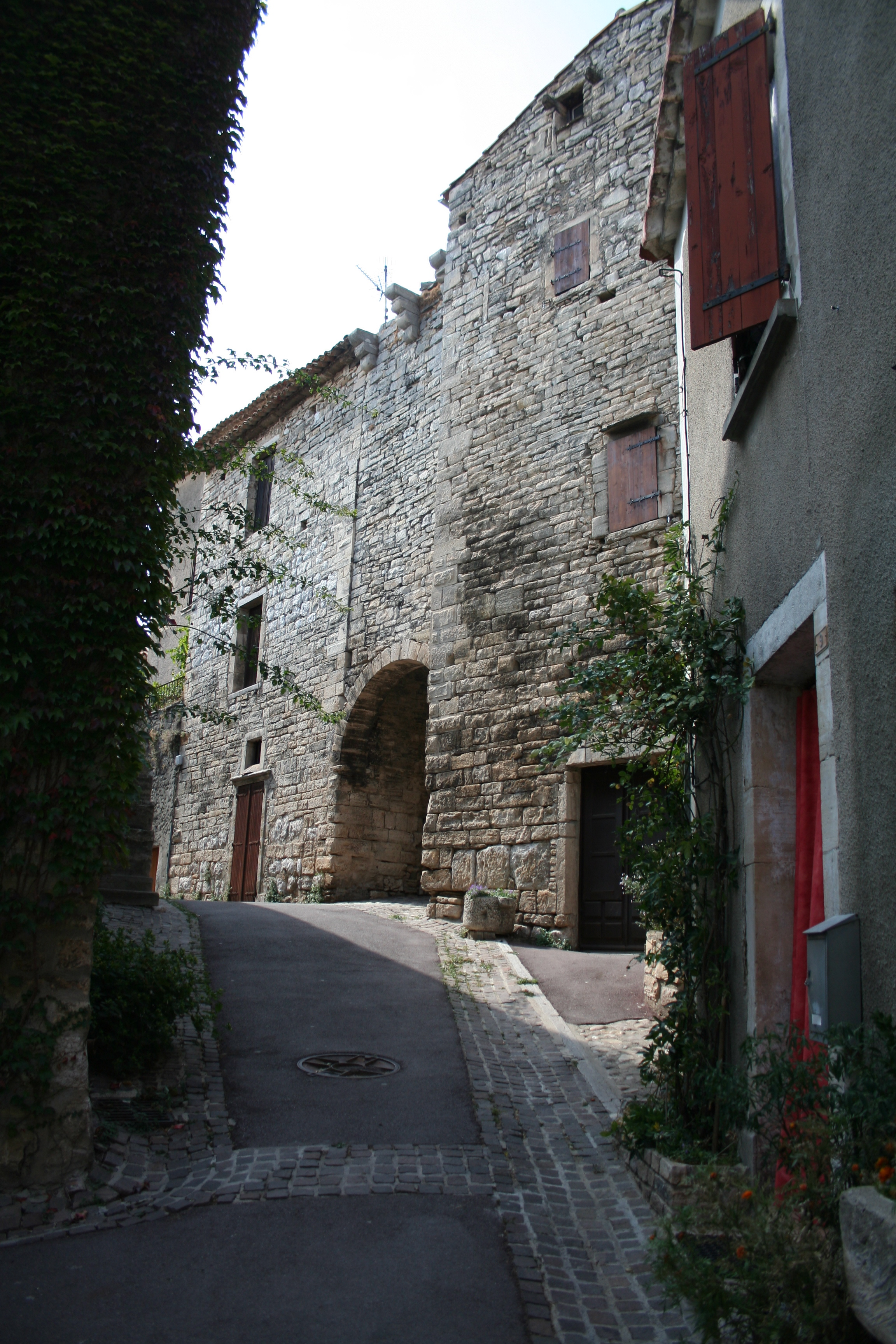
Vue d'une maison ancienne.
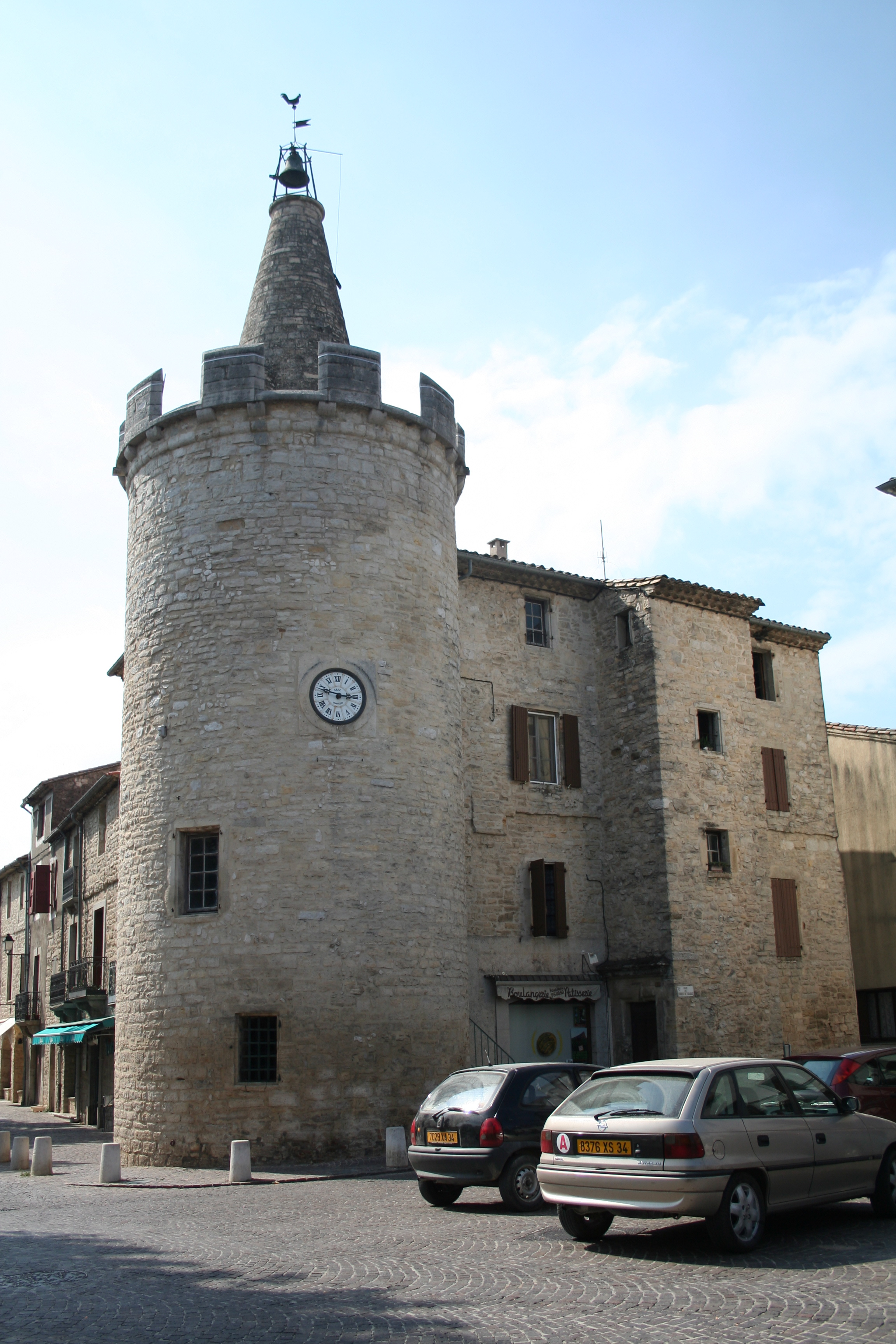
Vue de la tour d'angle des remparts de la vieille ville dite « tour de l'Horloge ».
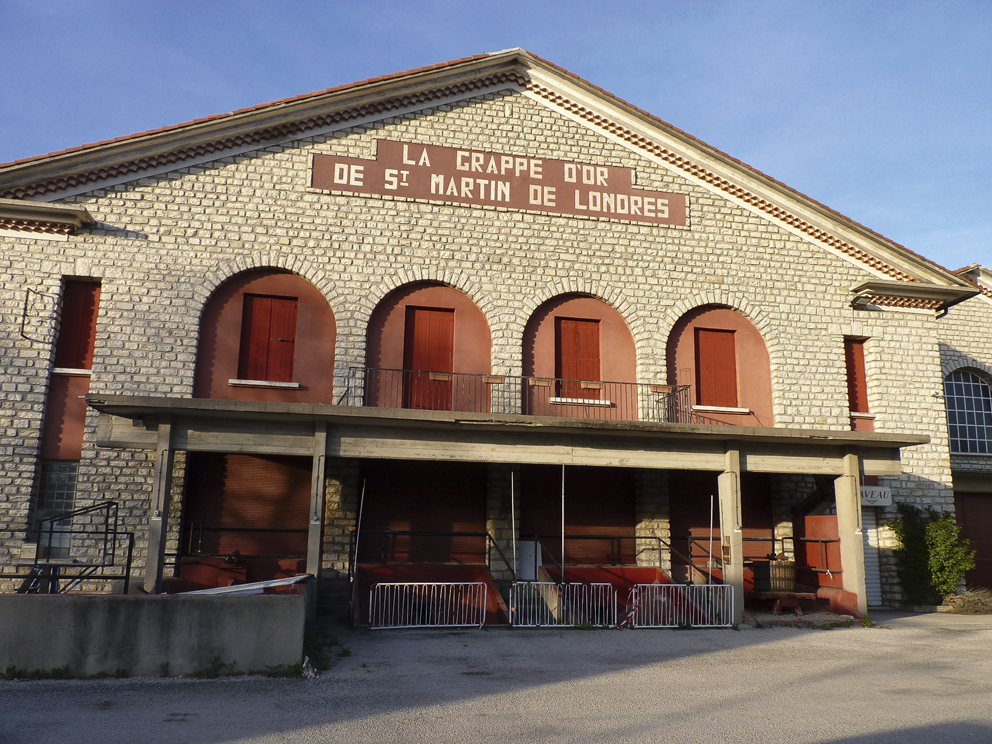
Vue de la cave coopérative.
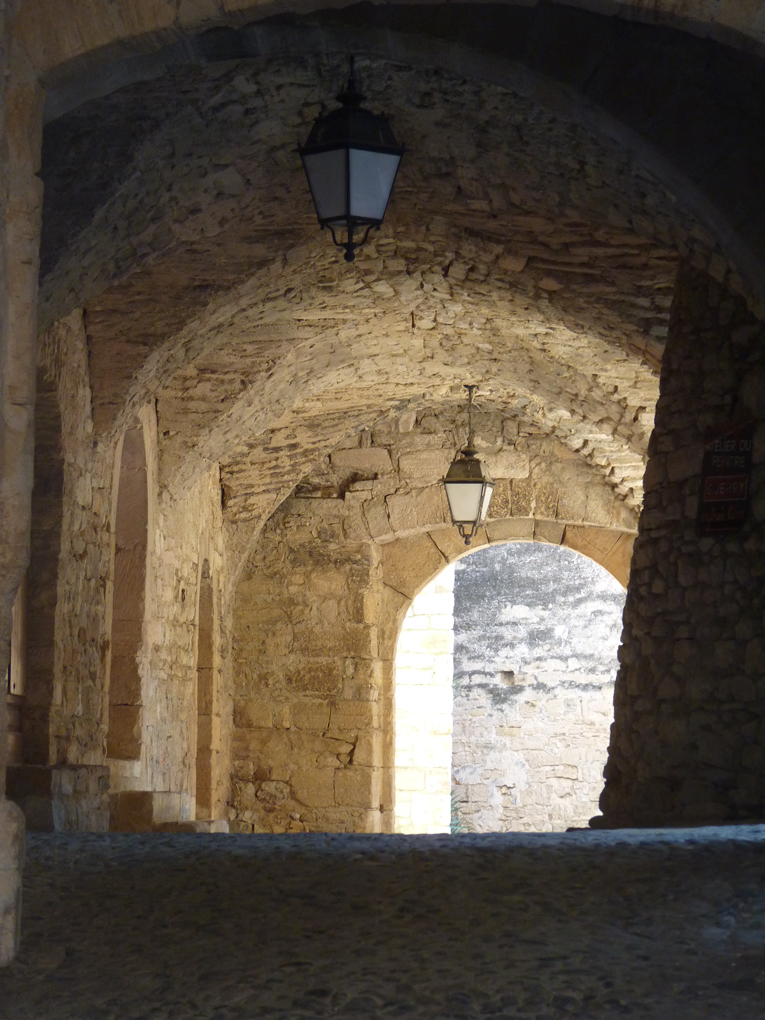
Vue des arcades près de l'église.
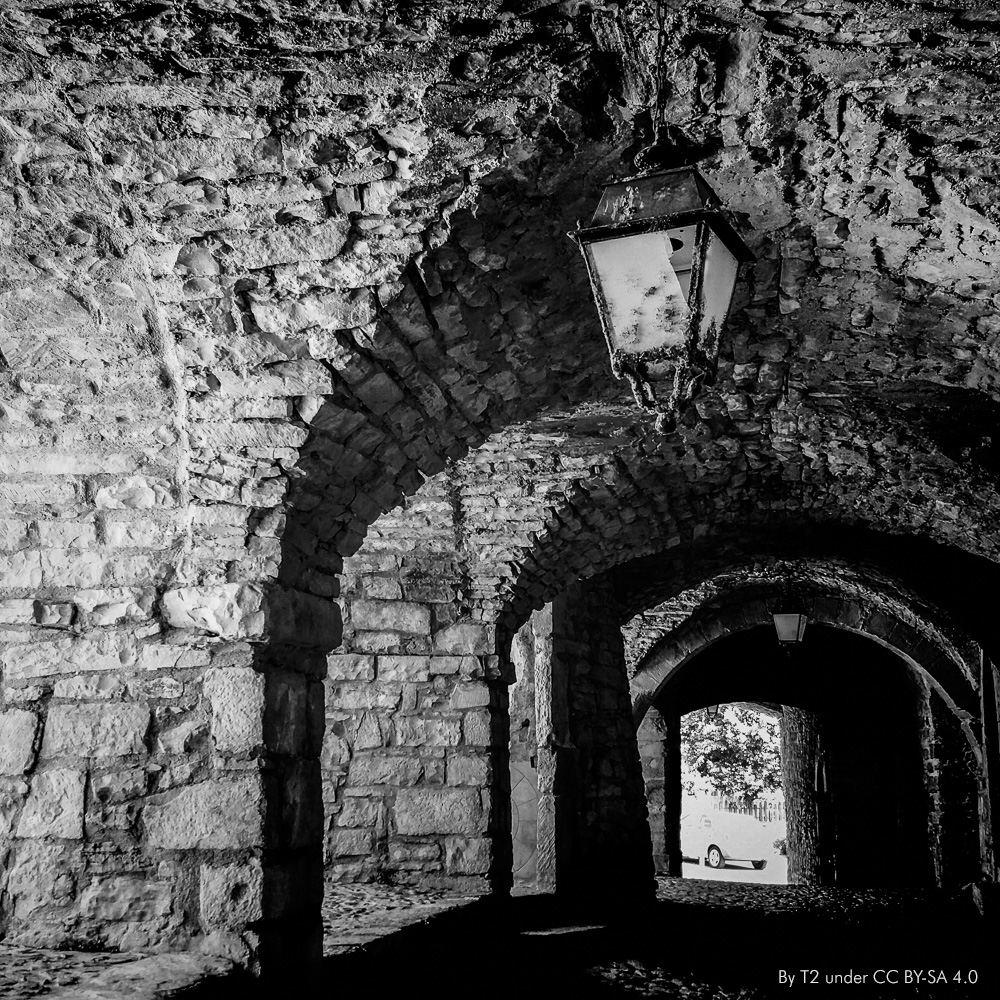
Vue des arcades situées autour de l'église.
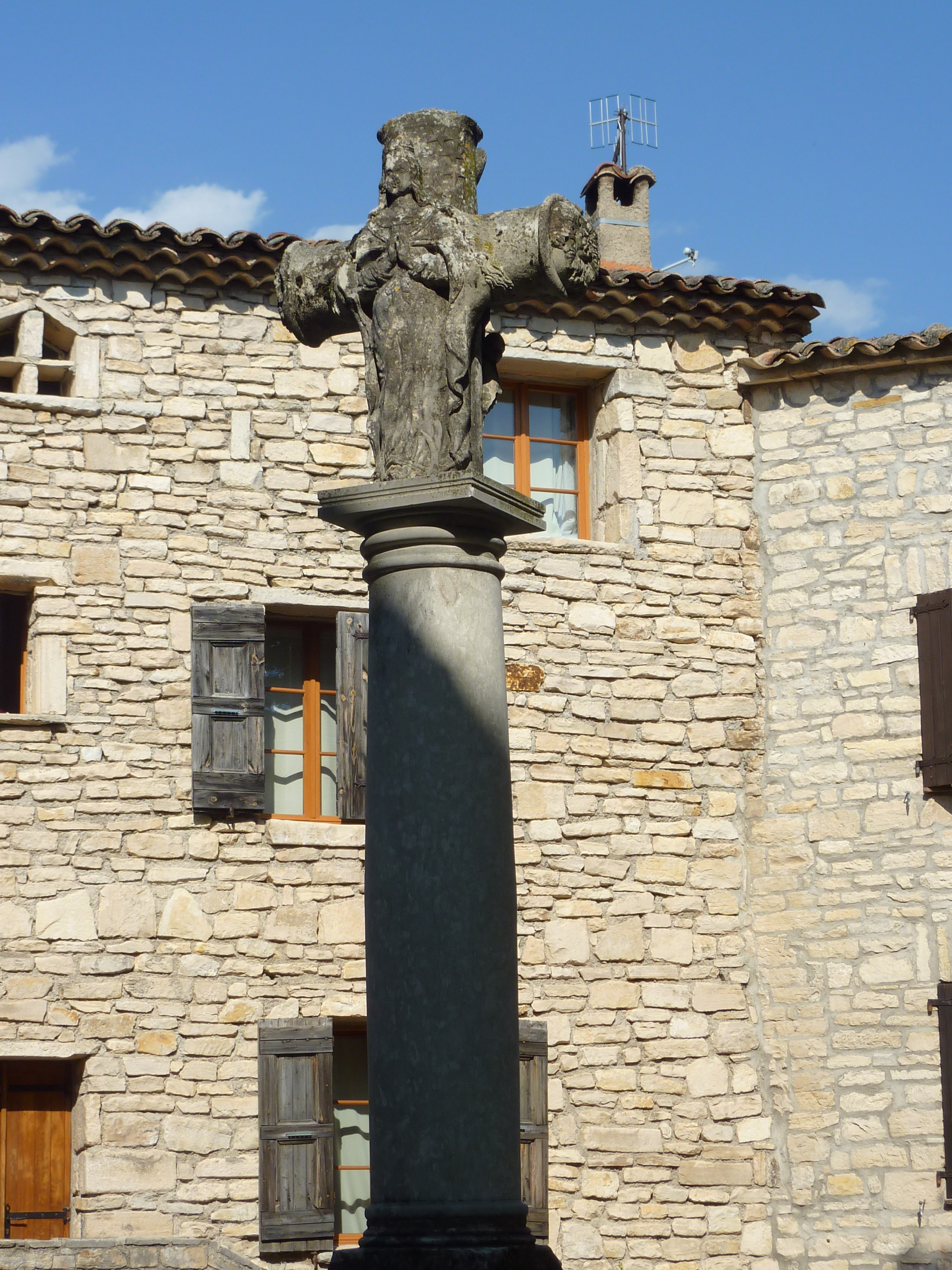
Vue du calvaire près de l'église.
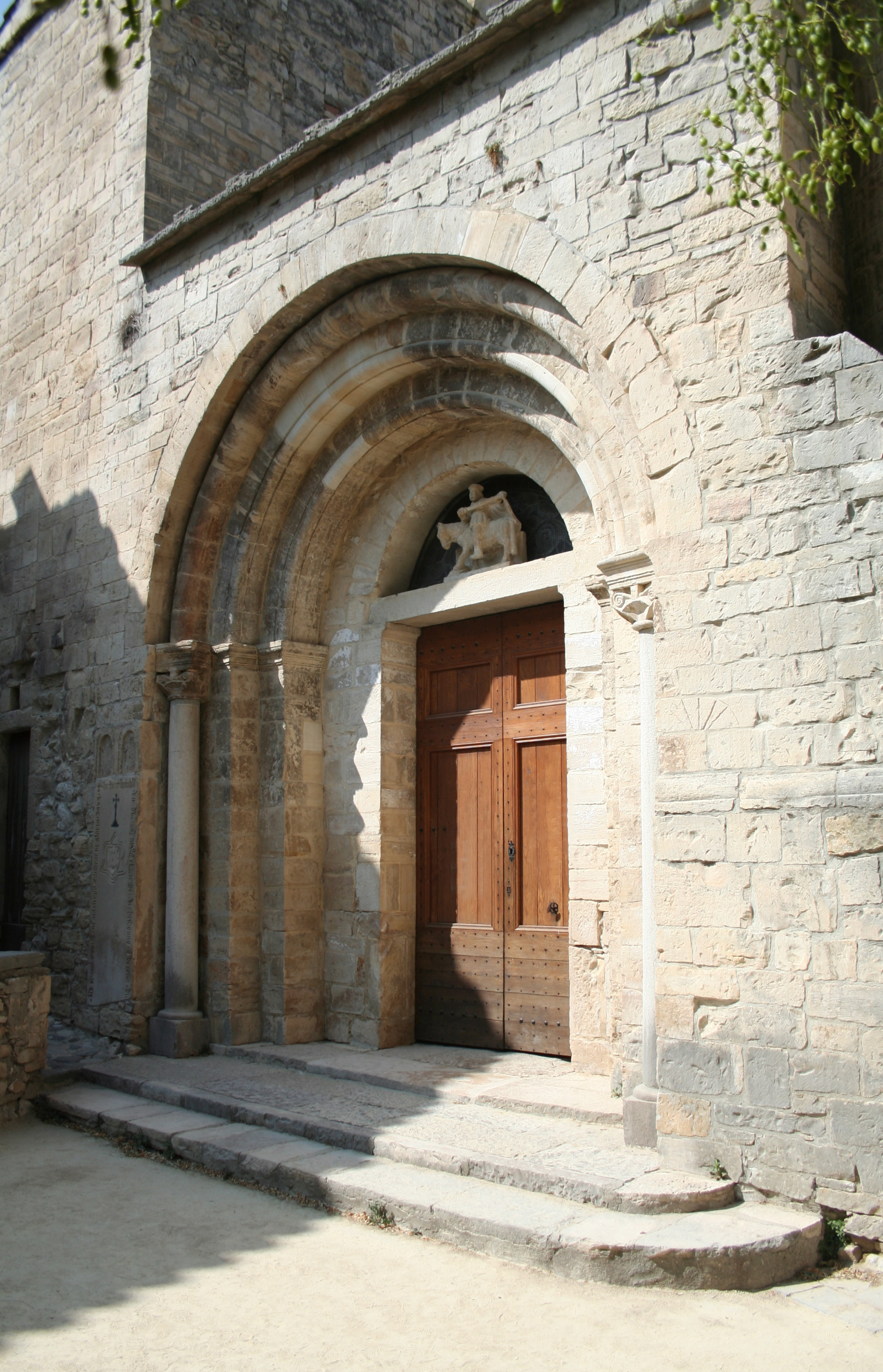
Vue du portail de l'église paroissiale.
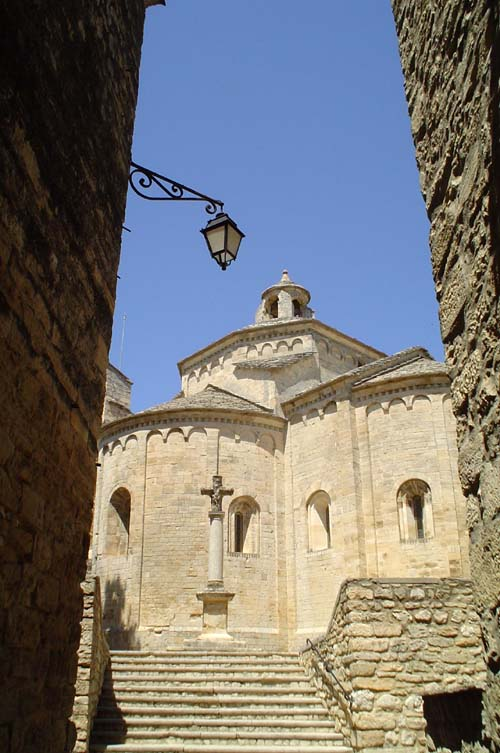
Vue de l'église romane de Saint-Martin-de-Londres.
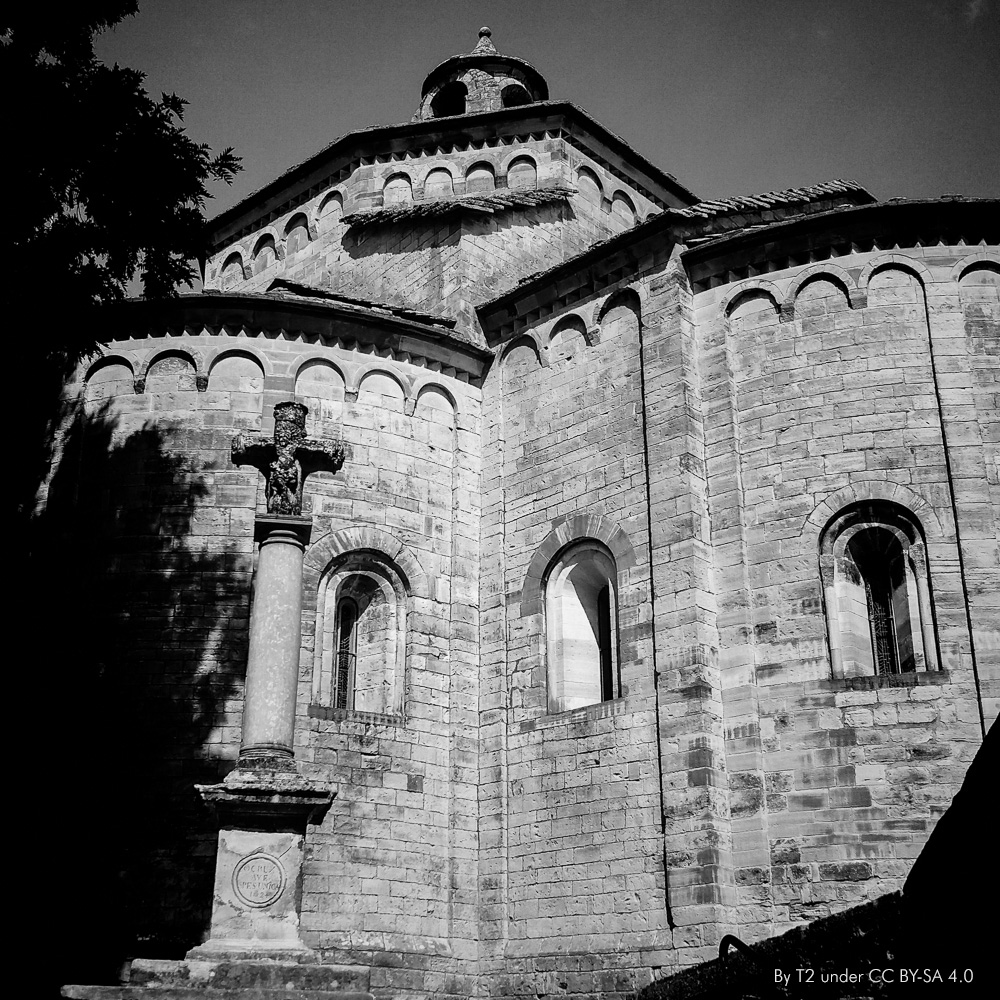
Vue de l'église de Saint-Martin-de-Londres.
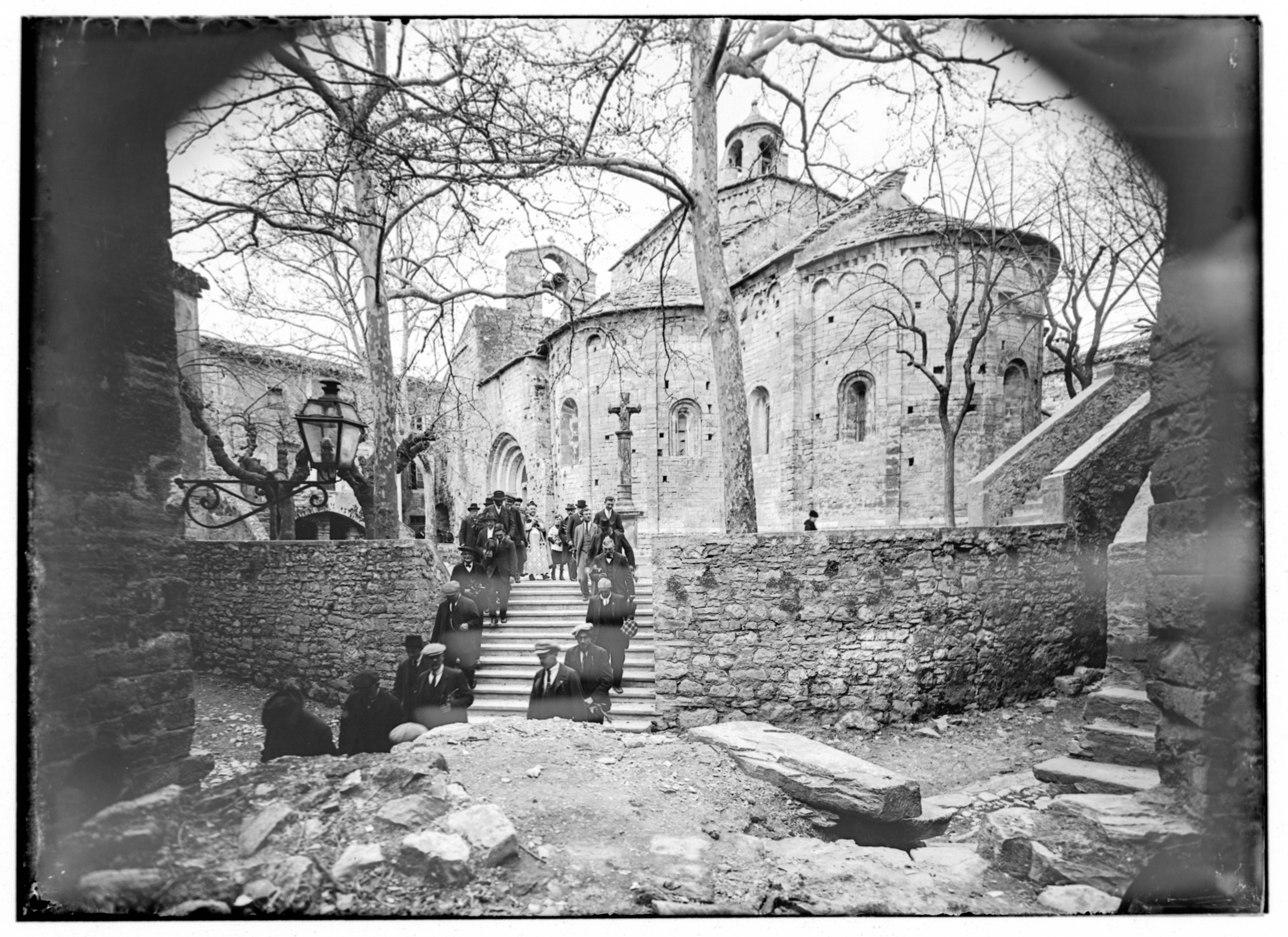
Procession devant l'église (fin XIXe siècle - début XXe siècle).

### Personnalités liées à la commune
- Jean Henri Bancal des Issarts (1750-1826), avocat au Parlement de Paris et membre de la Convention nationale ;
- son frère Jean-Louis Bancal de Saint-Julien (1745-?), officier du Génie, combattant pendant la guerre d'indépendance des États-Unis puis général des armées de la République, tous deux nés dans la commune.
- Gustave Thérond (1866-1941), écrivain, conteur et félibrige, est né à Saint-Martin-de-Londres.

### Héraldique
| Blason de Saint-Martin-de-Londres | Les armes de Saint-Martin-de-Londres se blasonnent ainsi : d'azur à un saint Martin d'or, sur un cheval d'argent, donnant la moitié de son manteau de gueules à un pauvre de carnation vêtu aussi de gueules. |